# Красное Сельцо
Красное Сельцо (пос. Совхоз «Красное Сельцо») — центр поселковой администрации в Рузаевском районе. Население 1 632 чел. (2020), в основном русские.
Находится на р. Инсар, в 7 км от районного центра и железнодорожной станции Рузаевка. название-характеристика. Основано в 1920-х гг. как плодопитомнический совхоз. В современной инфраструктуре посёлка — основная школа, библиотека, Дом культуры, детсад, амбулатория. Красное Сельцо — родина Героя Социалистического Труда П. И. Борисовой, заслуженного работника сельского хозяйства МАССР Н. Г. Гладилина, агрономов-садоводов И. С. Волгина и А. А. Волгиной. В Красносельцовскую поселковую администрацию входят д. Красное Сельцо (53 чел.) и Русский Шебдас (62; родина Героя Социалистического Труда Ф. Г. Кондренкова), пос. рзд. Медведовка (12) и с. Татарский Шебдас (49 чел.).

## Источник
- Энциклопедия Мордовия, В. П. Беляков.